# Hilderich
Hilderich (457–533) byl v letech 523–530 král Vandalů a Alanů v severní Africe.
Když se konečně dočkal vlády, kterou mu tak houževnatě připravoval jeho otec Hunerich, byl už starší. Na rozdíl od svých předků byl slabým a měkkým vládcem, který zásadně změnil státní politiku vůči katolické církvi a dokonce podporoval katolíky, čímž si znepřátelil většinu Vandalů (převážně Ariánů), zároveň byl homosexuál – další tabu. S Východořímskou říší navázal přátelské styky a zřejmě kvůli tomu Hilderich vypověděl spojeneckou smlouvu s Ostrogóty. To se mu stalo osudným. Porážka vandalského vojska od Berberů a Maurů byla poslední kapkou trpělivosti vandalské šlechty. V květnu roku 530 ho povstalci pod vedením Gelimera sesadili a uvěznili. 19. května se Gelimer vyhlásil králem. Sesazení Hildericha poskytlo záminku Byzantskému císaři Justiniánovi na vyslání vojenské výpravy v čele s Belisarem. Ještě než dorazily vojenské jednotky, byl Hilderich okolo června roku 533 v Kartágu zavražděn.
| Králové Vandalů        | Králové Vandalů   | Králové Vandalů   |
| ---------------------- | ----------------- | ----------------- |
| Předchůdce: Thrasamund | 523–530 Hilderich | Nástupce: Gelimer |